# Helge Majer
Helge Hagen Majer (* 13. August 1941 in Isny im Allgäu; † 19. September 2006 in Prien am Chiemsee) war ein deutscher Wirtschaftswissenschaftler, Nachhaltigkeitsforscher und leidenschaftlicher Segler. Er leitete von 1979 bis 2005 die Abteilung für Umwelt- und Innovationsforschung an der Universität Stuttgart und gründete 1993 zusammen mit Freunden den Ulmer Initiativkreis nachhaltige Wirtschaftsentwicklung e.V. (unw).

## Leben
Nach dem Studium der Volkswirtschaftslehre an der Eberhard-Karls-Universität Tübingen von 1965 bis 1970 promovierte Majer 1973 bei Alfred Eugen Ott am Institut für Angewandte Wirtschaftsforschung über internationale Produktivitätsvergleiche mit dem Titel Die „Technologische Lücke“ zwischen der Bundesrepublik Deutschland und den Vereinigten Staaten von Amerika. 1978 folgte an der Universität Tübingen die Habilitation mit dem Titel Industrieforschung in der Bundesrepublik Deutschland.
Von 1979 bis März 2005 war Majer Inhaber der Abteilung für Umwelt- und Innovationsforschung am Institut für Volkswirtschaftslehre und Recht (IVR) der Universität Stuttgart.
Waren seine wissenschaftlichen Arbeiten zunächst stark neoklassisch orientiert (auch in Umwelt- und Energiefragen), so wandelte sich sein Forschungsinteresse im Laufe der 80er und 90er Jahre zusehends. 1984 erschien unter seiner Herausgeberschaft „Qualitatives Wachstum. Einführung in Konzeptionen der Lebensqualität“, das die zunehmende Kluft zwischen traditionellen Sozialproduktsberechnungen und der schwer zu fassenden Größe „Lebensqualität“ thematisierte.
Majer wurde zu einem Wachstumskritiker, der den negativen Folgen quantitativen Wirtschaftswachstums immer mehr das Leitbild einer „nachhaltigen Entwicklung“ entgegenstellte. Seit Gründung des unw ist Majer in den Bereichen regionale, volkswirtschaftliche sowie unternehmerische Nachhaltigkeit aktiv gewesen. Zu seinen Forschungsbereichen zählten nachhaltige Wirtschaftsentwicklung, regionale Nachhaltigkeit, Innovationsforschung, Strukturforschung und Netzwerktheorie. Wichtigste Werke waren u. a. „Wirtschaftswachstum und nachhaltige Entwicklung“ (1997) sowie „Moderne Makroökonomik“ (2001).
Helge Majer war zudem unter den ersten Mitgliedern der 1996 gegründeten Vereinigung für Ökologische Ökonomie e.V. (VÖÖ).

## Monografien
- Die „Technologische Lücke“ zwischen der Bundesrepublik Deutschland und den Vereinigten Staaten von Amerika. Eine empirische Analyse. (= Schriftenreihe des Instituts für Angewandte Wirtschaftsforschung. Band 22). Promotionsschrift. Tübingen 1973, ISBN 3-16-334731-2.
- Industrieforschung in der Bundesrepublik Deutschland. Eine theoretische und empirische Analyse. (= Tübinger Wirtschaftswissenschaftliche Abhandlungen. Band 24). Habilitationsschrift. Tübingen 1978, ISBN 3-16-340722-6.
- Gesamtwirtschaftliche Angebots-Nachfrageanalyse. Tübingen 1982.
- Makroökonomik. Theorie und Politik, 6. Aufl., München und Wien, 1997 (1. Aufl. 1984), ISBN 978-3-486-24287-4.
- Repetitorium der Makroökonomik, 6. Aufl., München und Wien 1995 (1. Aufl. 1985), ISBN 978-3-486-23363-6.
- Wirtschaftswachstum und nachhaltige Entwicklung. 3. Aufl., München und Wien 1997 (1. Aufl. 1992 erschienen als Wirtschaftswachstum. Paradigmenwechsel vom quantitativen zum qualitativen Wachstum), ISBN 3-486-24557-0.
- Moderne Makroökonomik. Ganzheitliche Sicht. München und Wien 2001, ISBN 978-3-486-25549-2.